# エル・アラメイン
座標: 北緯30度50分19秒 東経28度57分33秒 / 北緯30.838499度 東経28.959188度
エル・アラメイン（アラビア語: العلمين）は、エジプト北部にあり地中海に面する町。アレクサンドリア西方106kmに位置する。なお、英語では、El AlameinもしくはAl Alamaynと表記する。
石油積み出し用の港として機能している。
第二次世界大戦中のエル・アラメインの戦いの舞台になったことで知られる。

## 関連項目

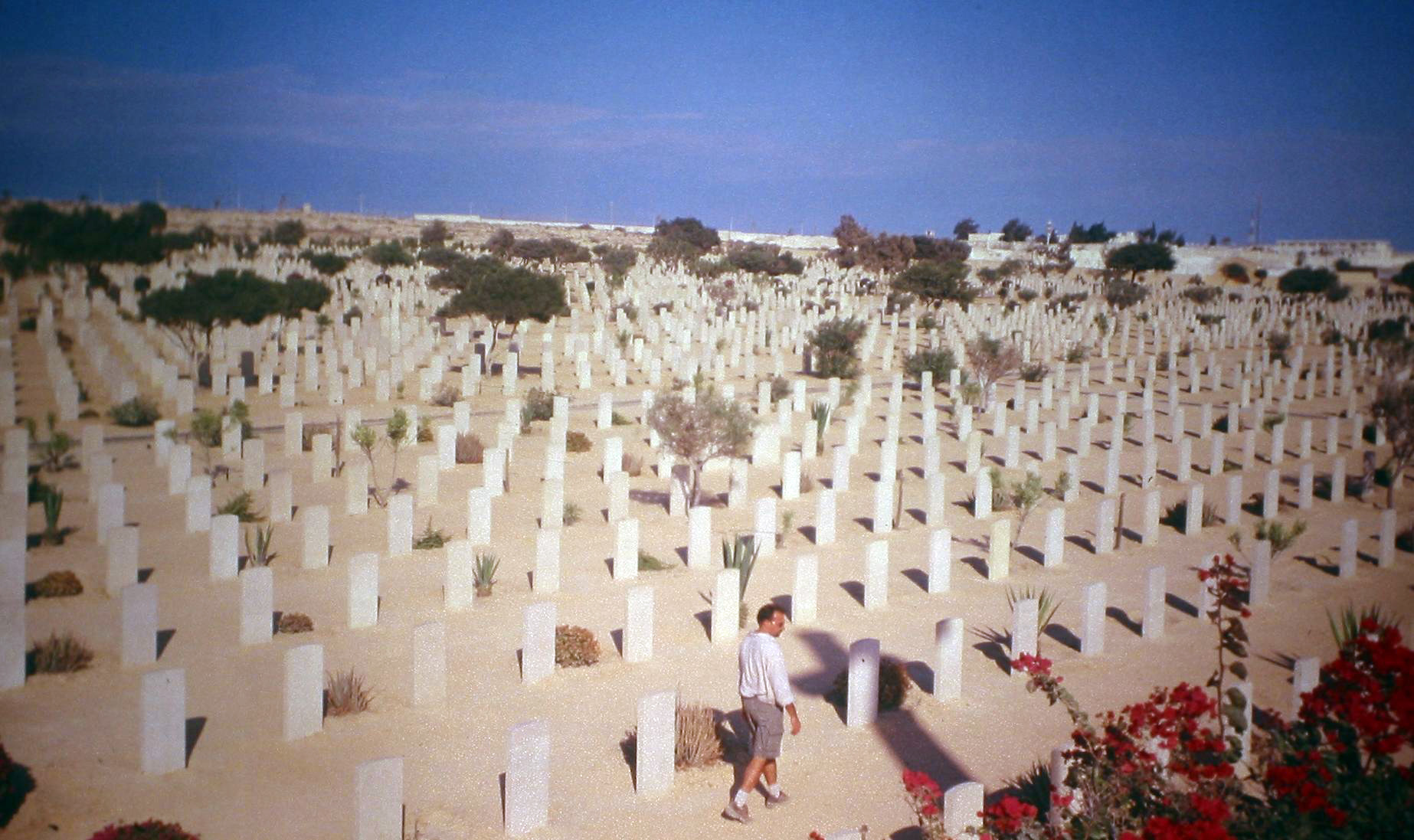
Commonwealth War Cemetery